# Anders Andersen
Anders Andersen (Copenaghen, 26 ottobre 1881 – Copenaghen, 19 febbraio 1961) è stato un lottatore danese, specializzato nella lotta greco-romana.

## Palmarès

### Olimpiadi
- Bronzo a Londra 1908 nei pesi medi.